# Maria Ludwika Codovic
Maria Ludwika Codovic (fr. Marie-Louise Coidavid, zm. 1851) – królowa Haiti.

## Życie
Maria Ludwika w 1793 roku wyszła za mąż za Henri Christophe, przyszłego króla Haiti, który wówczas był pracownikiem w hotelu jej ojca. Maria wiedziała, że jej narzeczony ma z poprzedniego związku uznanego syna imieniem Armando Eugenio, którego potraktowała bardzo serdecznie. Przyszła królowa w chwili ślubu miała piętnaście lat a jej mąż dwadzieścia pięć. Maria Ludwika została koronowana wraz z mężem na królową Haiti 2 czerwca 1811.
Henri i Maria Ludwika stanowili bardzo dobre małżeństwo. Król bardzo kochał swoją małżonkę. Wśród świąt narodowych królestwa obchodzono, obok Dnia Niepodległości, urodziny króla i rocznicę koronacji, a także dzień jego zaślubin, 15 lipca, dla uczczenia publicznie Marii Ludwiki. Sama królowa również była bardzo wierna mężowi. Pewnego dnia w pałacu królowa powiedziała do zgromadzonych dam haitańskich: „Kilkakrotnie towarzyszyłam mojemu mężowi w jego wyprawach, z dziećmi na ręku i w ubraniu w strzępach. I teraz jestem gotowa robić to samo, jeśli to będzie miłe mojemu mężowi i przyniesie radość narodowi haitańskiemu”.
Mąż Marii Ludwiki popełnił samobójstwo 8 października 1820 roku, gdy jego królestwo chyliło się ku upadkowi. By uniknąć profanacji ciała monarchy przez tłum, który już zabił szesnastoletniego księcia Wiktora, następcę tronu, królowa zdecydowała się pochować męża w fortecy La Ferrière, w fosie pełnej zaprawy murarskiej, która po stwardnieniu zmieniła się w grób nie do ruszenia. Była królowa z dwiema córkami była obecna przy grzebaniu jej męża.
Potem postanowiła udać się z dwiema córkami na wygnanie. Republika, która nastąpiła po monarchii Christophe’a, wyznaczyła pensję dla byłej żony króla i jego córek, którym pozwolono ponadto zatrzymać osobiste klejnoty. Maria Ludwika udała się do Anglii, gdzie przebywała cztery lata, ale stan zdrowia zmusił ją do zamieszkania w cieplejszym klimacie. Królowa z córkami zamieszkały w Toskanii, gdzie zajęły dwa piętra pałacu w Pizie. Jedna z córek Marii Ludwiki zmarła w 1831 roku. Problemy wynikłe przy pogrzebie córki zmusiły królową do poproszenia wielkiego księcia o zezwolenie na zbudowanie niewielkiego grobowca rodzinnego, przeznaczonego dla niej i jej córek na terenie klasztorów kapucynów, jej ulubionego bractwa, któremu wielokrotnie udzielała różnych dotacji.
W 1839 roku, osiem lat po śmierci starszej z księżniczek, niespodziewanie zmarła młodsza córka. Była królowa starała się uzyskać prawo do powrotu do ojczyzny, jednak bez skutku. W ostatnich latach życia Marii Ludwice towarzyszyła jej siostra Genowefa. Obie siostry stały się popularnymi postaciami w Pizie, której mieszkańcy nazywali je mauretańskimi księżniczkami z racji ich działań charytatywnych.
Królowa Maria Ludwika zmarła w marcu 1851 roku na zapalenie płuc.